# Centralny dogmat biologii molekularnej
Centralny dogmat biologii molekularnej (lub centralny paradygmat biologii molekularnej) – hipoteza, według której przepływ informacji genetycznej następuje od DNA poprzez RNA do białka. Została ona sformułowana przez Francisa Cricka na corocznym spotkaniu Towarzystwa Biologii Eksperymentalnej w 1957 roku
Późniejsze odkrycia pokazały, że przepływ informacji genetycznej jest bardziej skomplikowany. Możliwe okazało się np. przepisywanie informacji z RNA na DNA (odwrotna transkrypcja). Kolejnym uzupełnieniem było odkrycie prionów. 